# Villa Savarese
Villa Savarese è una villa di Napoli ubicata in via Scipione Capece, a Posillipo. È stata scelta dal cantante statunitense Michael Jackson per trascorrere una vacanza in relax, dopo aver fatto tappa a Venezia e Firenze, dal 3 febbraio all'8 febbraio 2006.
La villa, eretta su progetto di Luigi Cosenza nel 1936-1942, si erge su un basamento artificiale in tufo e calcestruzzo con porticato, in cui, sono posti il garage e servizi tecnici, mentre, al secondo piano del basamento, si trovano il soggiorno e l'area giochi. Inoltre, è provvista di altri due piani destinati alla zona notte.
Notevoli furono i collegamenti dello stesso Cosenza che ideò la scala circolare per raccordare i piani superiori e la rampa di collegamento fra il terzo e il quarto livello. I tompagni delle scale sono in vetrocemento. Nella realizzazione del giardino si annovera il celebre architetto Pietro Porcinai.
La villa, rispetto al suo assetto originario, è stata profondamente modificata negli ultimi decenni, con la distruzione della scala circolare e della rampa, nonché con la trasformazione del portico del basamento e di altri interventi che hanno modificato l'idea di concezione abitativa ideata dal progettista stesso.